# Кондран
Кондра́н (фр. Condren) — коммуна во Франции, находится в регионе Пикардия. Департамент коммуны — Эна. Входит в состав кантона Шони. Округ коммуны — Лан.
Код INSEE коммуны — 02212.

## Население
Население коммуны на 2010 год составляло 707 человек.
| 1962 | 1968 | 1975 | 1982 | 1990 | 1999 | 2010 |
| ---- | ---- | ---- | ---- | ---- | ---- | ---- |
| 571  | 566  | 558  | 732  | 725  | 686  | 707  |

## Экономика
В 2010 году среди 447 человек трудоспособного возраста (15—64 лет) 298 были экономически активными, 149 — неактивными (показатель активности — 66,7 %, в 1999 году было 71,0 %). Из 298 активных жителей работали 267 человек (148 мужчин и 119 женщин), безработных было 31 (17 мужчин и 14 женщин). Среди 149 неактивных 37 человек были учениками или студентами, 74 — пенсионерами, 38 были неактивными по другим причинам.